# Мокрая Мечётка
Мокрая Мечётка (Мокрая Мечетка) — река в России, протекает по Городищенскому району Волгоградской области и в Волгограде южнее Спартановки. Впадает в безымянное озеро на правобережье Волги в 602 км от устья. Длина водотока — 19 км, водосборная площадь — 182 км²

## Название
Б. С. Лащилин упоминает такие вышедшие в настоящее время из употребления названия реки как Мечётная и Нижняя Мечётка. По его данным неподалёку от речки располагалась Мечётная крепость — одна из земляных крепостей царицынской сторожевой линии, а также зверинец для временного содержания животных. По распоряжению императрицы Анны Иоанновны из Царицына каждый год осенью в Москву живьём доставляли 20 диких коз, 10 кабанов, 10 сайгаков и 200 куропаток.
А. Н. Минх в Историко-географическом словаре Саратовской губернии отмечал, что в верховье Мокрая Мечётка была также известна как Погремушка по названию располагавшегося близ села Городище Гремучего родника (ныне исчезнувшего). Название Мечетки или Мечетной, по сведениям А. Н. Минха, река получила от бывших на ней татарских развалин. В августе 1774 года в районе Мечётки А. И. Иловайским была разбита Пугачёвская шайка.

## География
Река начинается в балке восточнее станции Бетонной, течёт на северо-восток (По сообщению А. Н. Минха исток реки располагался близ полотна Грязе-Царицынской железной дороги и хутора крещёных калмыков Каменный Буерак в 7 верстах к западу от села Городище). На Мокрой Мечётке находится посёлок Городище, затем река переходит на территорию Волгограда и впадает в Волгу в 602 км от устья, непосредственно ниже Волжской ГЭС. Длина реки составляет 20,8 км. Расход воды — 0,15-0,20 м³ в средний по водности год. Ширина русла — 4-8 метров, глубина — до 1 метра. Нижняя часть реки пересечена тремя транспортными дамбами. В бассейне реки имеется 20 прудов, частично расположенных на притоке Мокрой Мечётки — реке Орловке (протяжённость 8,8 км).

## Флора и фауна
Обычным видом земноводных для Мокрой Мечётки является озерная лягушка. В пойме реки встречаются: большая синица, серая ворона, грач. Из пресмыкающихся — обыкновенный уж и болотная черепаха.

## Водный реестр
По данным государственного водного реестра России относится к Нижневолжскому бассейновому округу, водохозяйственный участок реки — Волга от Волгоградского гидроузла до водомерного поста Светлый Яр. Речной бассейн реки — Волга от верхнего Куйбышевского водохранилища до впадения в Каспий.

## Экологическое состояние
Рядом с руслом Мокрой Мечётки расположены частные постройки и гаражи. Балка, в которой находится река, сильно замусорена. Вода реки используется для полива садоводческих участков. Данные химических анализов, проведённых в 1999 и 2001 годах, показали тенденцию к увеличению жёсткости воды. Вода оценивается как «сильно жёсткая». Отмечено превышение допустимых концентраций ионов хлора, сульфата, кальция, магния, натрия и калия.

## Галерея

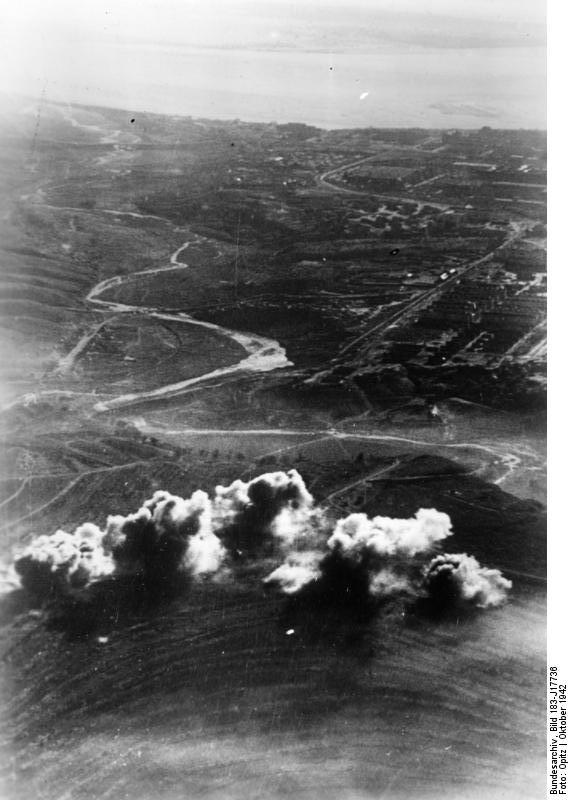
Мечётка в 1942 году. Взрывы на месте школы № 26 современного посёлка Верхнезареченский
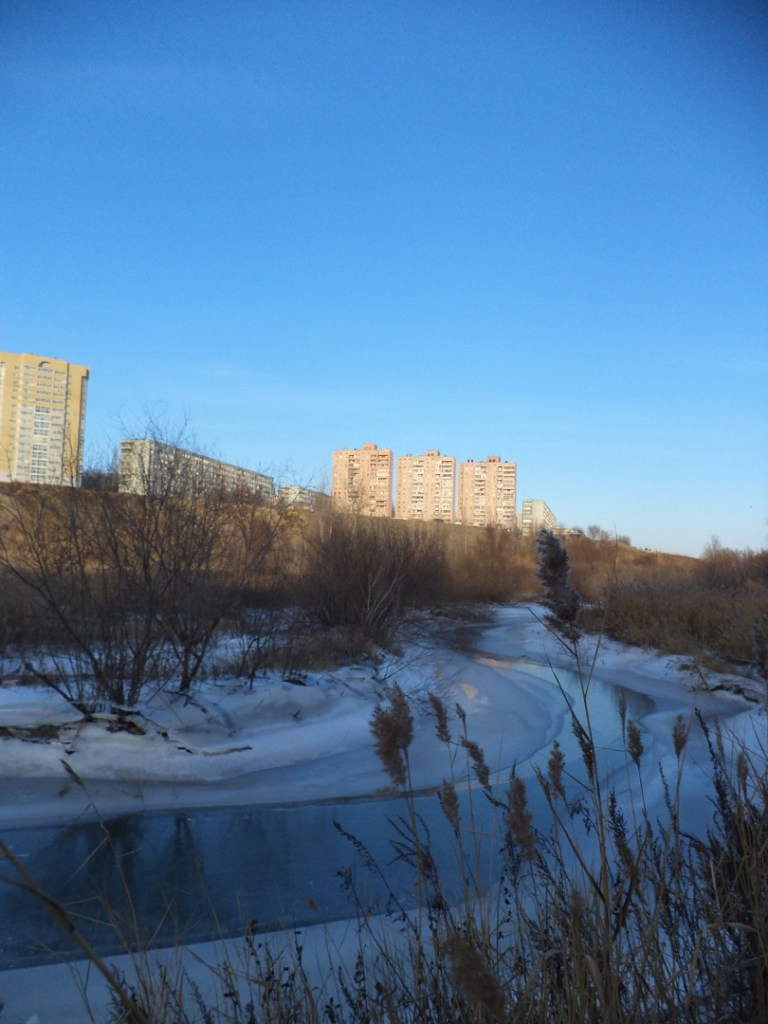
Мокрая Мечётка ближе к устью
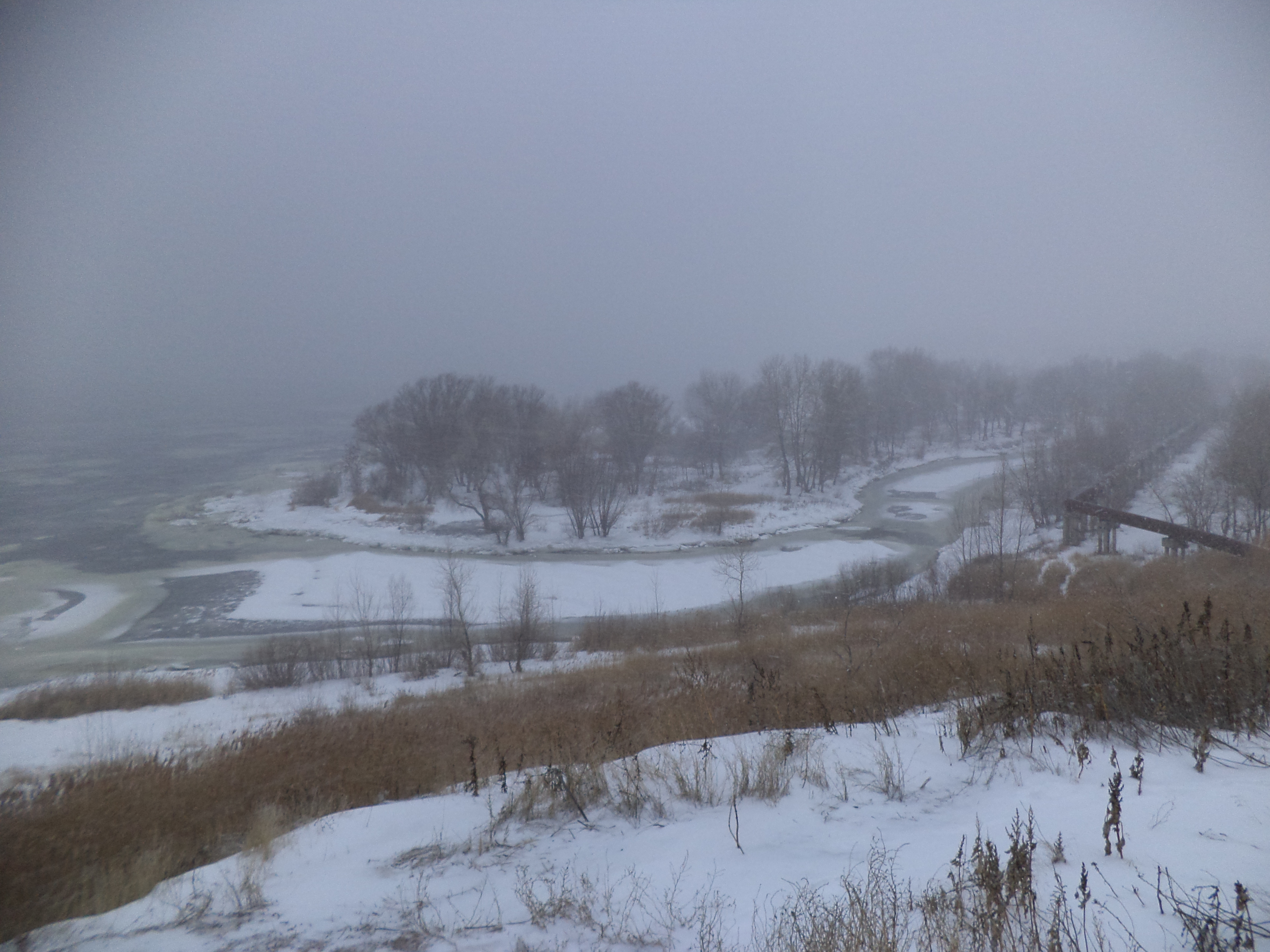
Устье Мокрой Мечётки (26 января 2013 года)
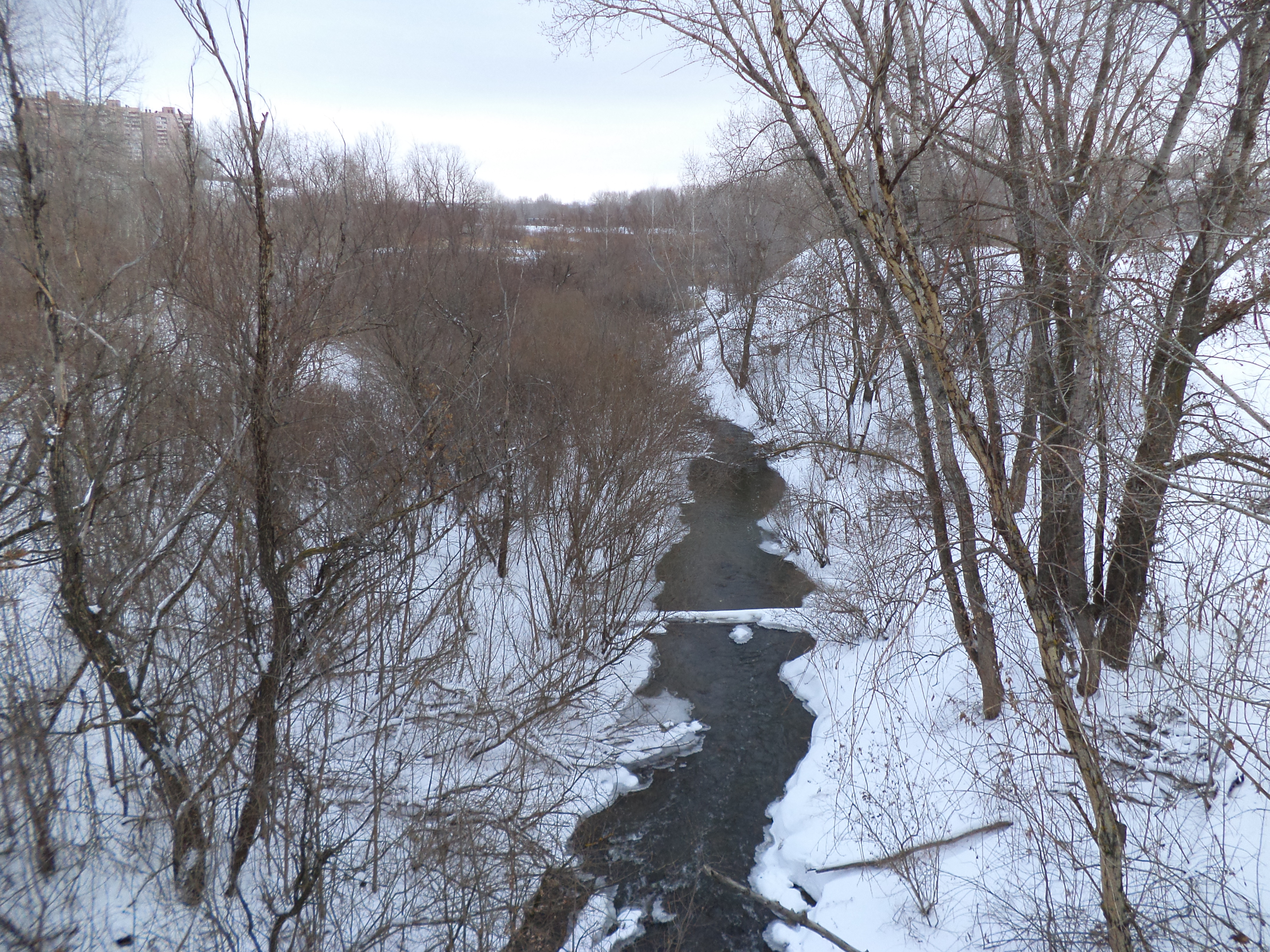
Мокрая Мечётка между ул. Николая Отрады и рекой Волгой
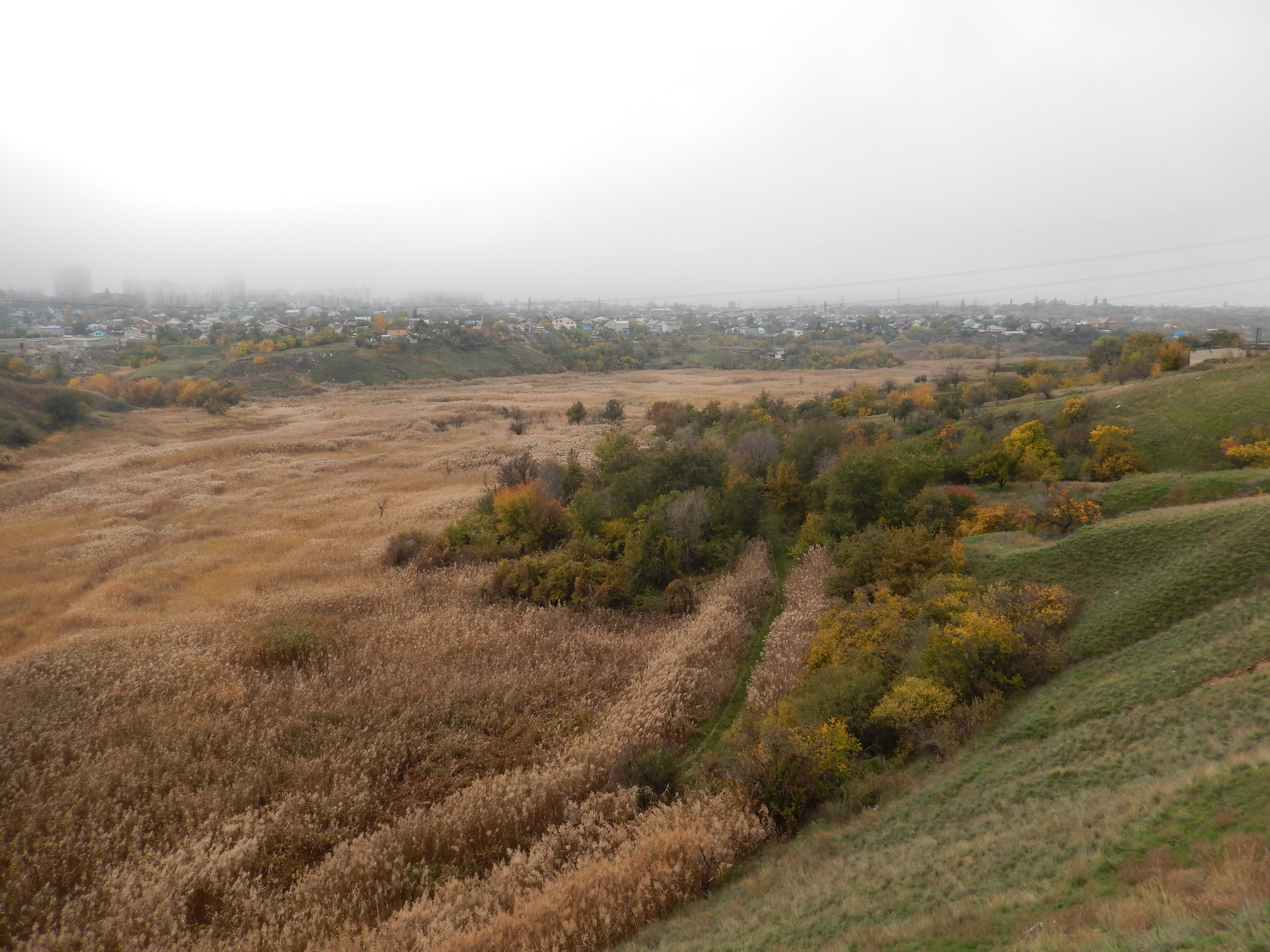
Долина реки Мокрая Мечётка между Тракторным и посёлком Верхнезареченским, осень 2013 года